# Samoaans
Het Samoaans (gagana Sāmoa, [ŋaˈŋana saːˈmoa]) is een Polynesische taal en de officiële taal van Samoa en Amerikaans-Samoa (naast het Engels). Er wonen ook veel sprekers in Australië, Nieuw-Zeeland, Tonga en de Verenigde Staten. Over de gehele wereld zijn er ongeveer 370.000 mensen die deze taal spreken.

## Classificatie
Het Samoaans is een Nucleair-Polynesische taal, samen met onder anderen Hawaïaans en het Maori. Het is het meest verwant aan het Tokelaus, waarmee het de Samoïsche groep vormt.

## Alfabet
Het Samoaans wordt geschreven met een vorm van het Latijnse alfabet:
a, e, i, o, u, f, g, h, k, l, m, n, p, r, s, t, v, ʻ
Klinkers kunnen lang of kort zijn, en lange klinkers worden aangegeven door een macron (dus ā, ē, ī, ō, ū).
Tussen de jaren '60 van de twintigste eeuw en 2012 werden macrons en de koma liliu (de letter ʻ) in vele teksten niet gebruikt.Bovendien wordt vanwege de beperktheid van moderne toetsenborden de koma liliu vaak vervangen door een simpele apostrof of accent.

## Klankleer
Het Samoaans heeft een behoorlijk beperkt aantal klanken. De klinkers zijn simpelweg /a/ (a), /e/ (e), /i/ (i), /o/ (o) en /u/ (u). Elke klinker kan ook lang zijn, dus /aː/, /eː/, /iː/, /oː/ en /uː/. Het verschil tussen lange en korte klinkers is fonemisch: aso (/ˈaso/, "dag") verschilt van asō (/aˈsoː/, "vandaag").
Er zijn dertien medeklinkers in het Samoaans: /f/ (f), /ŋ/ (g), /h/ (h), /k/ (k), /l/ (l), /m/ (m), /n/ (n), /p/ (p), /r/ (r), /s/ (s), /t/ (t), /v/ (v) en /ʔ/ (ʻ). De medeklinkers /h/, /k/ en /r/ komen alleen voor in leenwoorden. Fonetisch gezien, zijn de volgende realisaties veelvoorkomend:
- /p/, /t/ en /k/ als [b], [d] en [ɡ] tussen klinkers
- /t/ gevolgd door /i(ː)/ als [t͡s]
- /ŋ/ als [ɲ] (vooral in de schriftelijke taal, tautala lelei)
- /f/ als [p] en /p/ als [f] (deze worden soms niet uit elkaar gehaald)
- /f/ als [ɸ] of [h]
- /s/ gevolgd door /i(ː)/ als [ʃ]
- /r/ als [ɹ]

Verder komen de volgende veranderingen voor in de spreektaal (tautala leaga):
- /k/ wordt samengevoegd met /t/ tot [k]
- /ŋ/ wordt samengevoegd met /n/ tot [ŋ]
- /l/ wordt samengevoegd met /r/ tot [l] (en soms [ɹ], [ɭ] en [ɽ])
- /ʔ/ aan het begin van een woord wordt verwijderd.
- Lange klinkers in de derdenalaatste of nog eerdere lettergrepen

Lettergrepen zijn in het Samoaans altijd in de vorm (C)V(ː)(V). Dit betekent dat er in een lettergreep hooguit één medeklinker voorkomt, die de al dan niet lange klinker of een diftong altijd voorafgaat. De klemtoon valt op het één-na-laatste lettergreep, tenzij de laatste lettergreep een lange klinker (of diftong) bevat; dan valt de klemtoon daarop.
De diftongen van het Samoaans zijn /ai̯/, /ei̯/, /oi̯/ en /au̯/, /eu̯/, /ou̯/.